# Juan Moles
Joan Moles i Ormella ou Juan Moles Ormella, né le 25 juin 1871 à Gràcia (alors commune indépendante de la périphérie de Barcelone) et mort le 10 janvier 1943 à Mexico, est un avocat et homme politique espagnol. Pendant la Seconde République, il occupa diverses fonctions dans l'administration.